# Henry Cecil (1er marquis d'Exeter)
Henry Cecil, 1er marquis d’Exeter (14 mars 1754 - 1er mai 1804) appelé « Henry Cecil » (entre 1754 et 1793) puis titré « comte d'Exeter » (entre 1793 et 1801) est un homme politique et pair britannique.

## Biographie
Il est le fils de Thomas Chambers Cecil, deuxième fils de Brownlow Cecil (8e comte d'Exeter). Thomas Chambers Cecil mène une vie de bohème et, bien que député pendant un certain temps, il est contraint de vivre à l'étranger à Bruxelles, où il épouse Charlotte Garnier, une femme d'origine incertaine, qualifiée de danseuse basque. Quand Henry est né en 1754, il est l'héritier présomptif de son oncle Brownlow Cecil (9e comte d'Exeter), et pour cette raison, il est envoyé alors qu'il est encore un bébé à Burghley House pour y être élevé. Il fréquente le Collège d'Eton et St John's, à Cambridge.

## Carrière politique
En 1774, alors qu'il n'a que 20 ans à peine, il est élu député de l'arrondissement de Stamford, contrôlé par la famille, poste qu'il occupe jusqu'en 1790. En 1793, il succède à son oncle en tant que dixième comte d'Exeter et entre à la Chambre des lords. En février 1801, il est créé marquis d'Exeter, le premier marquis à être créé dans la pairie du Royaume-Uni. Cependant, bien que Henry Cecil ait de vastes domaines, il n’est pas connu qu’il ait jamais beaucoup contribué à la Chambre des communes ou à la Chambre des lords.

## Famille

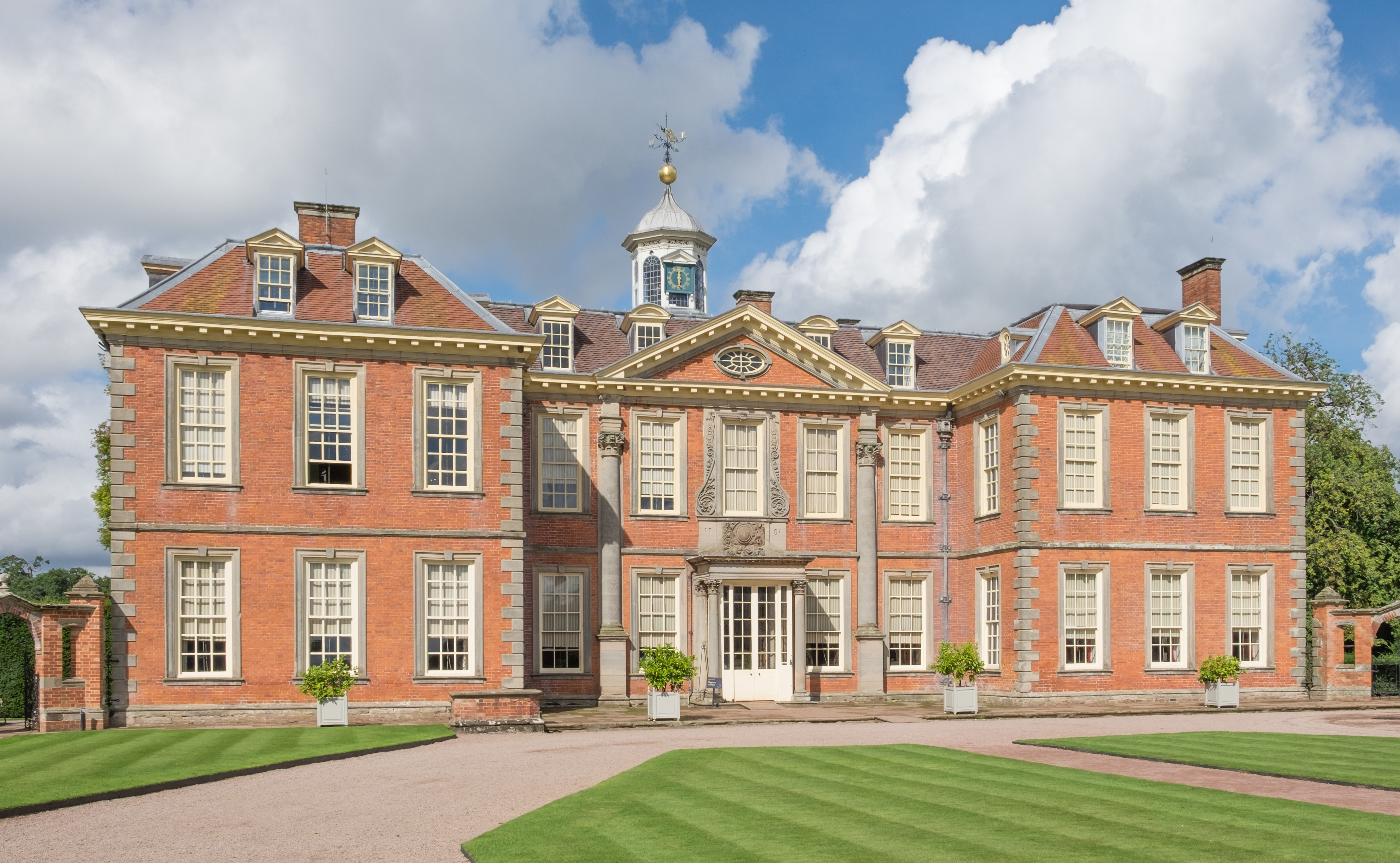
Hanbury Hall, Worcestershire

Henry Cecil épouse, en 1776, Emma Vernon, fille de Thomas Vernon (député) (en), de Hanbury Hall. Emma est une héritière et a pu ajouter les revenus considérables des domaines de Vernon dans le Worcestershire (son père est décédé en 1771) et ailleurs aux biens de son mari, mais malgré des revenus importants, le couple semble s'être endetté. Ils ont un fils né en 1777 qui est mort à l'âge de deux mois, mais pas d'autres enfants.
Dans les premières années de son mariage, Cecil consacre son énergie à la modernisation et à l'amélioration de sa résidence à Hanbury Hall et des domaines. Un acte de clôture pour Hanbury est adopté en 1781 et des échanges de terres sont effectués pour consolider les exploitations afin qu'elles puissent être transformées en fermes plus économiques avec de meilleurs loyers.
En 1785, un nouveau curé de l'église Hanbury, le révérend William Sneyd est nommé et peu de temps après, Emma, la femme de Cecil, commence une liaison avec lui. Elle finit par avouer ce qui arrivait à son mari en mai 1789, plaidant pour pouvoir vivre avec son amant, mais Cecil résiste. Après beaucoup de troubles émotionnels, il accepte que sa femme ait une dernière réunion avec Sneyd à Birmingham. Au cours de cette réunion, le couple s’éclipse, obligeant Cecil à retourner seul à Hanbury.
À ce moment-là, Cecil est profondément endetté et décide de quitter définitivement Hanbury. Il charge son ami le recteur, le révérend William Burslem, de percevoir les loyers et les utiliser pour payer ses dettes, alors qu'il part vivre sereinement et simplement sous un nom d'emprunt. Il choisit d'acheter une petite habitation dans le village de Great Bolas dans le Shropshire et y vit en se faisant appeler John Jones. Peu de temps après, il tombe amoureux et se marie en avril 1790 à Sarah, la fille de 16 ans du fermier local Thomas Hoggins. Comme Cecil n'a rien fait pour obtenir le divorce de sa première femme, le mariage est bigame, une infraction grave à l'époque. En 1791 seulement, Cecil obtient le divorce en vertu d'une loi du Parlement, après quoi Sarah et lui célèbrent une deuxième cérémonie de mariage le 3 octobre 1791 à St Mildred, Bread Street, Londres (le registre le mentionne comme "Batchelor" et elle comme "Spinster "), rendant ainsi l'union légitime. En février de l'année suivante, leur premier enfant, Sophia, est née et, en 1793, un fils, Henry, né également à Great Bolas, meurt peu de temps après.

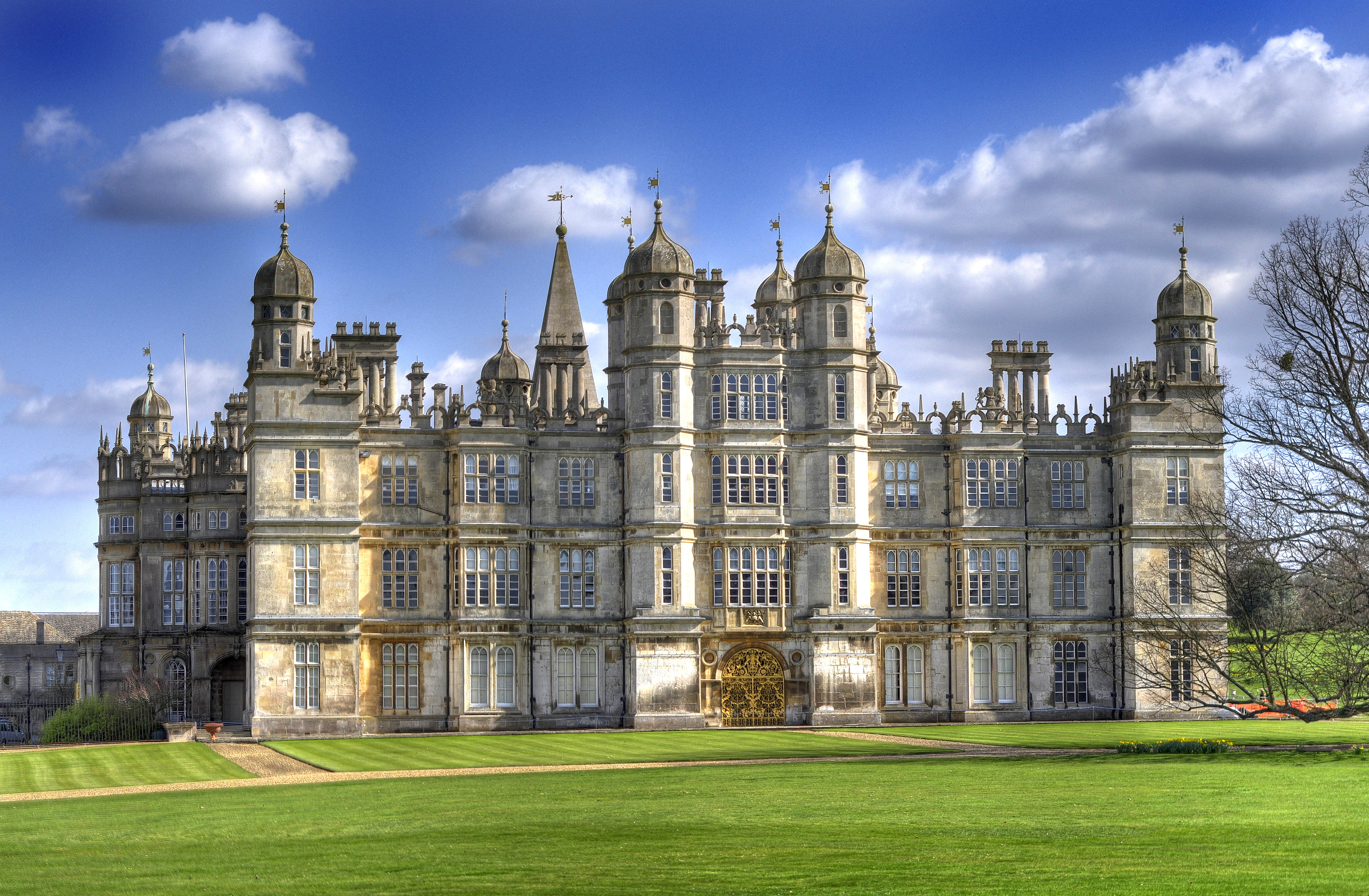
Burghley House, dans le Cambridgeshire

En décembre 1793, son oncle décède et il hérite des vastes domaines des Cecil avant de s'installer à Burghley House avec sa nouvelle famille. Sarah a deux autres enfants, Brownlow, né en 1795, qui hérite du titre et des domaines de son père, et Thomas, né en 1797. Elle est décédée à la suite de la naissance de Thomas, âgé de 23 ans seulement. Sarah devient connue sous le nom de Cottage Countess et ne semble jamais s'être adaptée à son rôle de maîtresse d'une grande maison. L'épisode est raconté dans le poème de Tennyson "Le Seigneur de Burleigh" (1835, publié en 1842) et une enquête menée par Elisabeth Inglis - Jones dans son livre Le Seigneur de Burghley et par Andrew Harris pour son livre Les Vernons de Hanbury Hall .
En 1800, Exeter se remarie avec Elizabeth Anne Burrell, fille de Peter Burrell et ancienne épouse de Douglas Hamilton (8e duc de Hamilton). Ils n'ont pas d'enfants. Lord Exeter est décédé en mai 1804, à l'âge de 50 ans, et son fils aîné, Brownlow, lui succède. La marquise d'Exeter est décédée à Privy Gardens, Whitehall, Londres, en janvier 1837, à l'âge de 79 ans .